# Metanarrazione (storiografia)
La metanarrazione nella storiografia, anche conosciuta come "grande racconto o narrazione", si oppone alla teoria del postmodernismo che nega la possibilità di una spiegazione onnicomprensiva, totalizzante e armonica del procedere storico umano o della conoscenza. 
Il prefisso "meta" in questo caso significa "oltre" vale a dire che i particolari avvenimenti storici vengono nel loro complesso riportati in un ambito universale.  
Un esempio di metanarazione può essere l'ipotesi delle tre civiltà di Arnold J. Toynbee che cerca di scoprire quali sono le forze trascendenti la storia che segnano l'evoluzione dell'umanità. 
La studiosa canadese Linda Hutcheon nel 1988 analizzava una particolare forma di narrativa in rapporto con la storiografia e il romanzo storico  ispirandosi alla filosofia del New Historicism, nata negli anni Ottanta in Inghilterra e negli Stati. In quest'ambito secondo lo storico John Stephens, la metanarrazione si avvale di  «uno schema narrativo culturale totalizzante o globale che ordina e spiega la conoscenza e l'esperienza, cioè i suoi presupposti trascendenti, la storia (mitica o reale) che presuppone» . La metanarrazione cioè, si ritrova in ogni ideologia filosofica, politica o religiosa, che nella sua visione del mondo applica una storia (mitica o reale) della quale si serve per giustificare la sua azione.
Questo concezione storiografica era già stata criticata nel 1979 da Jean-François Lyotard  che notava come la condizione postmoderna o postmodernità, fosse caratterizzata da un sempre più grande incredulità verso la natura totalizzante dei metaracconti ispirati da una qualche forma di verità trascendente o universale. Con la sua opera, Lyotard chiudeva una vera e propria categoria interpretativa della società contemporanea - la società, appunto, "postmoderna" - la cui caratteristica peculiare è stata il venir meno delle grandi narrazioni metafisiche (illuminismo, idealismo, marxismo) che hanno giustificato ideologicamente la coesione sociale e ne hanno ispirato, nella modernità, le utopie rivoluzionarie. Con il declino del pensiero totalizzante si è aperto, secondo Lyotard, il problema di reperire criteri di giudizio e di legittimazione che abbiano valore locale e non più universale.